# Estació de Vilassar de Mar
Vilassar de Mar és una estació de ferrocarril propietat d'adif situada a la població de Vilassar de Mar a la comarca del Maresme. L'estació es troba a la línia Barcelona-Mataró-Maçanet per on circulen trens de les línies de rodalia R1 i RG1 de Rodalies de Catalunya operades per Renfe Operadora.
Aquesta estació de la línia de Mataró va entrar en servei el 28 d'octubre de 1848, tot i que no es conserva l'edifici original, quan es va obrir el ferrocarril de Barcelona a Mataró, la primera línia de ferrocarril de la península Ibèrica. A Barcelona es va construir la terminal entre la Barceloneta i la Ciutadella, a la vora del Torín a l'inici de la desapareguda avinguda del Cementiri, que posteriorment seria substituïda per l'Estació de les Rodalies. La iniciativa de la construcció del ferrocarril havia estat de Miquel Biada i Bunyol per dur a terme les múltiples relacions comercials que s'establien entre Mataró i Barcelona.
L'any 2016 va registrar l'entrada de 895.000 passatgers.

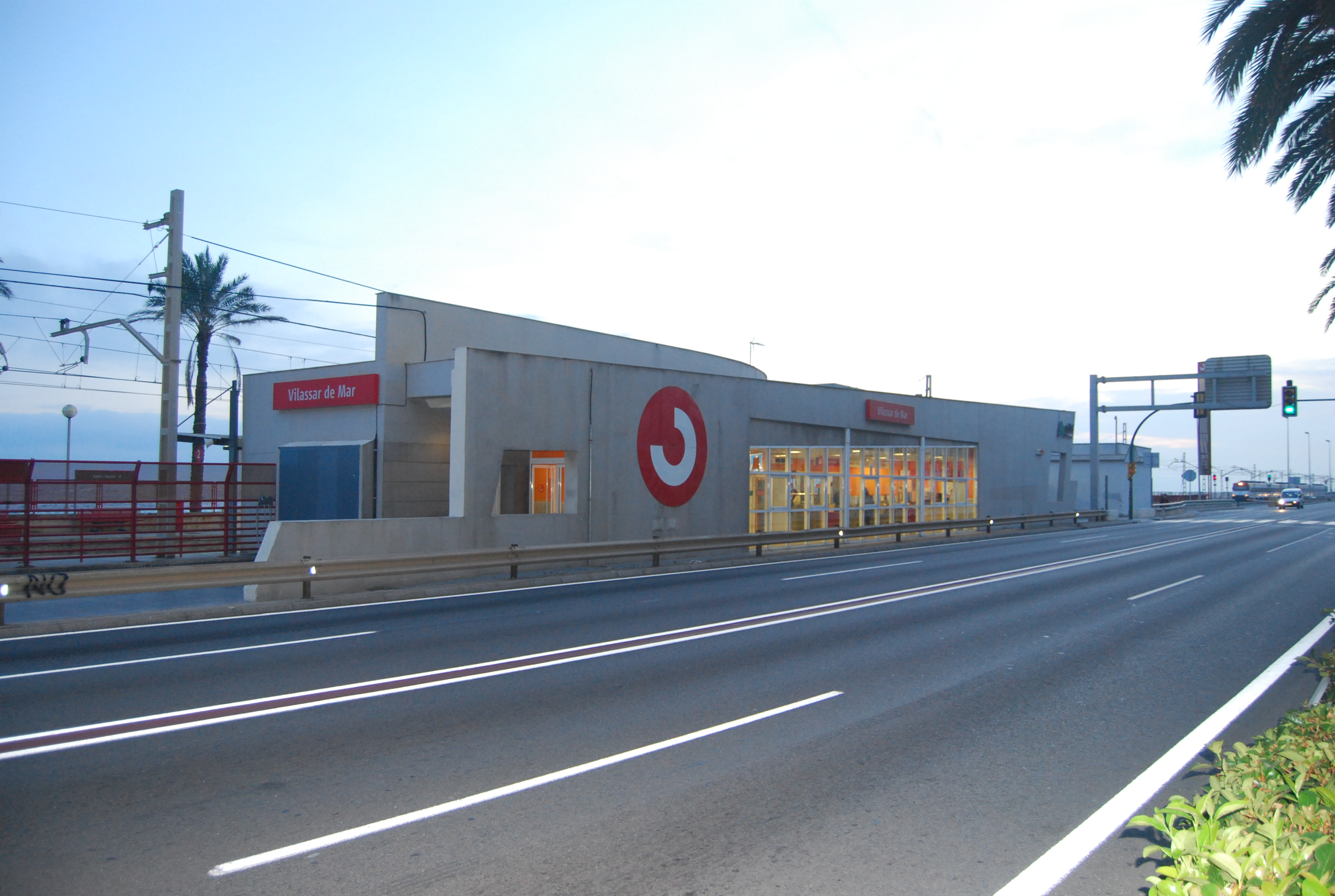
L'edifici de l'estació

## Serveis ferroviaris
| Procedència/Destinació                  | <             | Línia | >                                | Procedència/Destinació                               |
| --------------------------------------- | ------------- | ----- | -------------------------------- | ---------------------------------------------------- |
| Rodalia de Barcelona                    |               |       |                                  |                                                      |
| Molins de Rei L'Hospitalet de Llobregat | Premià de Mar |       | Cabrera de Mar - Vilassar de Mar | Mataró Arenys de Mar Calella Blanes Maçanet-Massanes |
| Rodalia de Girona                       |               |       |                                  |                                                      |
| L'Hospitalet de Llobregat               | Premià de Mar |       | Cabrera de Mar - Vilassar de Mar | Figueres Portbou                                     |